# Internationella konferensen för att granska den globala visionen av Förintelsen
Internationella konferensen för att granska den globala visionen av Förintelsen var en konferens som hölls i Iran, december 2006. Konferensen anordnades av "Institute for Political and International Studies" i Teheran och det var 67 deltagare från 30 länder. Bland deltagarna fanns många kända förintelseförnekare.

## Deltagare (i urval)
- David Duke, USA, före detta ledare av Ku Klux Klan
- Georges Thiel, Frankrike, som dömts i Frankrike för att inte erkänt Förintelsen
- Fredrick Töben, Australien, som suttit tre månader i tyskt fängelse 1999 för Förintelseförnekelse[1]
- Robert Faurisson, Frankrike, förintelseförnekare[2]
- Ahmed Rami, en svensk-marockansk förintelseförnekare som suttit i svenskt fängelse för att ha medverkat till rashat.[3]
- Aharon Cohen[4][5]
- Shiraz Dossa, professor i statsvetenskap vid St. Francis Xavier University, Nova Scotia, Kanada, som presenterade ett paper vid konferensen och som den kanadensiska pressen och hans universitet kritiserade hårt för deltagandet.[6]
- Jan Bernhoff, datalärare från Sverige[7], som gav en presentation om siffran "sex miljoner dödade i koncentrationslägren".[8] Bernhoff hade tidigare skrivit en masteruppsats om hur historikerna hade hanterat dödssiffran från koncentrationslägren.[9]